# Flora Bonafini
Flora Bonafini (Verona, 12 agosto 1981) è una dirigente sportiva ed ex calciatrice italiana, di ruolo attaccante, Club manager dell'Hellas Verona Women.

## Carriera

### Calciatrice
Affronta la sua ultima stagione, quella 2013-2014, nella società appena ridenominata Fimauto Valpolicella, giocando la sua ultima partita dopo 21 anni in rossoblu il 17 maggio 2014, quella che ai Play-out vedono prevalere con il risultato di 2-0 le avversarie del Como 2000 costringendo la squadra alla retrocessione.

### Dirigente
Dall'estate 2014 assume la presidenza del Fimauto Valpolicella.
Dall'estate 2019 assume il ruolo di Club manager dell'Hellas Verona Women.

## Palmarès

### Club
- Campionato italiano di Serie A2: 1

Valpo Pedemonte: 2012-2013